# Kasprowy Hill
Kasprowy Hill är en kulle i Antarktis. Den ligger i Sydshetlandsöarna. Argentina, Chile och Storbritannien gör anspråk på området. Toppen på Kasprowy Hill är 270 meter över havet.
Terrängen runt Kasprowy Hill är kuperad. Havet är nära Kasprowy Hill österut. Trakten är glest befolkad. Närmaste befolkade plats är Commandante Ferraz Station, 10,8 kilometer nordost om Kasprowy Hill. 